# Gunnar Holmberg
Gunnar Josef Agaton Holmberg (* 6. Mai 1897 in Göteborg; † 21. Oktober 1975 in Borås) war ein schwedischer Fußballspieler.
Holmberg spielte für GAIS. Zwischen 1924 und 1930 trat er in 94 Spielen für den Klub in der Allsvenskan an und erzielte dabei vier Tore. Holmberg bestritt zwischen 1922 und 1927 zwölf Länderspiele für die schwedische Nationalmannschaft. Bei den Olympischen Spielen 1924 gehörte er zum Kader der Landesauswahl und gewann die Bronzemedaille.